# Glitiškės
Glitiškės (Pools: Glinciszki) is een plaats in de Litouwse gemeente Vilnius, in het district Vilnius. De plaats telde 586 inwoners in 2001.
In deze plaats vond op 20 juni 1944 het bloedbad van Glitiškės plaats waarbij 37 Polen werden vermoord als vergelding voor een treffen tussen de Litouwse politie en het Poolse vrijheidsleger, de Armia Krajowa, waarbij 4 agenten het leven lieten.